# Can Boter (Arenys de Munt)
Can Boter és un edifici d'Arenys de Munt (Maresme) protegit com a Bé Cultural d'Interès Local.

## Descripció
Es tracta d'un edifici aïllat amb la coberta a quatre vents amb una planta en forma d'"L". Consta de planta baixa i dos pisos, coronament de tot el perímetre amb balustrada. A l'entrada, el porxo presenta un columnat sobre el qual hi ha un balcó amb balustrada de pedra. Pel que fa a les obertures, al primer pis les llindes estan emmarcades lateralment amb els pilars, al segon pis trobem arcs de mig punt també emmarcades de la mateixa manera.